# Dibs söker sig själv
Dibs söker sig själv (Dibs in Search of Self i original) är en fallstudie skriven av barnpsykoterapeuten Virginia M. Axline. Berättelsen skildrar den femårige Dibs, en emotionellt funktionsnedsatt pojke. Hans välbärgade och välutbildade föräldrar uppfattar honom som "sinnessvag", eftersom han beter sig asocialt. Dibs avskärmar sig och skyr social kontakt, talar sällan, sparkar och slår sin syster och skolkamrater, har mordisk idealisering. Han feldiagnostiseras som autistisk.
För att skydda hans anonymitet kallas han i boken för "Dibs". Virginia M. Axline använder lekterapi för att kommunicera. Efterhand återanpassas Dibs och övergår till nästan normala sociala beteenden. Dibs var ett begåvat barn med en IQ av 168.
Boken gavs ut för första gången i en engelskspråkig originalutgåva redan 1964.